# Жозе Луїш Відігал
Жозе Луїш Відігал (порт. José Luís Vidigal, * 15 березня 1973, Лубанго) — португальський футболіст, півзахисник.
Насамперед відомий виступами за клуби «Спортінг» та «Наполі», а також національну збірну Португалії.

## Клубна кар'єра
Вихованець футбольної школи клубу «Ешторіл Прая». Дорослу футбольну кар'єру розпочав 1994 року в основній команді того ж клубу, в якій провів один сезон, взявши участь у 27 матчах чемпіонату.
Своєю грою за цю команду привернув увагу представників тренерського штабу клубу «Спортінг», до складу якого приєднався 1996 року. Відіграв за лісабонський клуб наступні чотири сезони своєї ігрової кар'єри. Більшість часу, проведеного у складі «Спортінга», був основним гравцем команди.
2000 року перебрався до Італії, уклавши контракт з клубом «Наполі», у складі якого провів наступні чотири роки своєї кар'єри гравця. Граючи у складі «Наполі» також здебільшого виходив на поле в основному складі команди.
Згодом з 2004 по 2008 рік грав у складі команд клубів «Ліворно» та «Удінезе».
Завершив професійну ігрову кар'єру у португальському клубі «Ештрела», за команду якого виступав протягом 2008—2009 років.

## Виступи за збірну
2000 року дебютував в офіційних матчах у складі національної збірної Португалії. Протягом кар'єри у національній команді, яка тривала усього 3 роки, провів у формі головної команди країни 15 матчів. У складі збірної був учасником чемпіонату Європи 2000 року у Бельгії та Нідерландах, на якому команда здобула бронзові нагороди.

## Титули і досягнення
- Чемпіон Португалії (1):

«Спортінг»: 1999–2000
- Володар Суперкубка Португалії (2):

«Спортінг»: 1995, 2000